# Concentrador USB

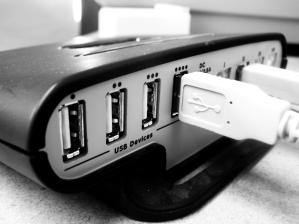
Um concentrador USB de 4 portas

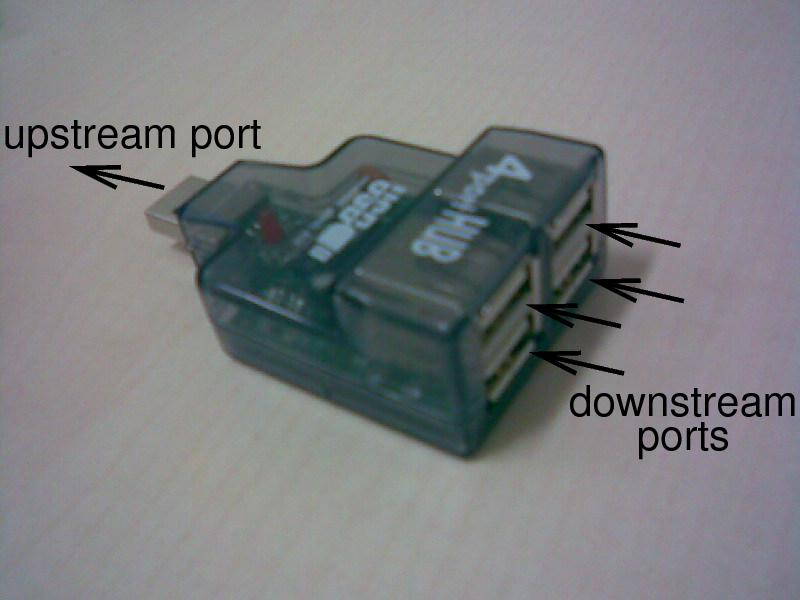
Um mini-hub USB de 4 portas: as portas upstream e downstream em destaque

Um concentrador USB ou hub USB é um dispositivo que expande um porta USB em várias outras, disponibilizando mais portas para a conexão de outros dispositivos.
Hubs USB estão frequentemente disponíveis em equipamentos como computadores, teclados, monitores e impressoras. Quando esses dispositivos têm várias portas USB, geralmente todas são oriundas de um ou dois hubs USB internos em vez de cada porta ser um circuito USB independente.
Existem hubs USB externos em vários formatos: caixas (assemelhando-se a um concentrador de rede) conectadas via um cabo longo, até pequenos hubs que podem ser conectados diretamente na porta USB (veja a figura do mini-hub). Nos casos intermediários, há hubs com cabo mais curto que geralmente possuem cerca de 15 cm.

## Limitações
Um hub USB pode estender uma rede USB em, no máximo, 127 portas. Além disso, os cabos não devem ser muito longos, no padrão USB 1.1, o cabos é limitado a 3m. Um hub pode ser usado como repetidor, estendendo o comprimento dos cabos em 5m.
Em termos de consumo de energia, o padrão USB aloca unidades de 100mA, limitado no total em 500mA por porta. Portanto, uma porta USB não consegue suprir mais de quatro portas via um hub cada uma consumindo 100mA (dado que o próprio hub consome energia). Se um dispositivo necessita de mais potência, geralmente o sistema operacional avisa o usuário.
Há hubs alimentados externamente que, desta forma, podem suprir os 500mA por porta.